# Scytodidae
Scytodidae é uma família de aranhas araneomorfas haploginas (desprovidas de órgãos genitais femininos endurecidos), com seis olhos agrupados em três pares. Diferencia-se das restantes espécies da superfamília Scytodoidea por apresentarem um prossoma em forma de cúpula e um padrão característico de pontos, que se assemelha à escrita árabe. Inclui cinco géneros e mais de 150 espécies.

## Géneros
A família Scytodidae inclui os seguintes géneros:
- Dictis L. Koch, 1872 (China e Austrália)
- Scyloxes Dunin, 1992 (Tajiquistão)
- Scytodes Latreille, 1804 (cosmopolita)
- Soeuria Saaristo, 1997 (Seicheles)
- Stedocys Ono, 1995 (Malásia, Tailândia)